# Теорія суперструн
Теорія суперструн — теорія, що описує всі відомі елементарні частинки та фундаментальні взаємодії в єдиній теорії, зображаючи їх у вигляді протяжних, ультрамікроскопічних об'єктів — суперсиметричних струн.
Теорія суперструн — це скорочення від суперсиметрична теорія струн, тому що на відміну від бозонної теорії струн, ця версія теорії струн об'єднує ферміони та суперсиметрію. Звідси й походить слово «супер», йдеться про суперсиметрію.

## Різні версії теорії суперструн
| Тип | Кількість вимірів простору-часу | Характеристика |
| --- | ------------------------------- | --- |
| I   | 10                              | Включає суперсиметрію; струни як відкриті, так і замкнуті; відсутній тахіон; групова симетрія — SO(32) |
| IIA | 10                              | Включає суперсиметрію; струни лише замкнуті; відсутній тахіон; безмасові ферміони нехіральні |
| IIB | 10                              | Включає суперсиметрію; струни лише замкнуті; відсутній тахіон; безмасові ферміони хіральні |
| HO  | 10                              | Включає суперсиметрію; струни лише замкнуті; відсутній тахіон; теорія гетеротична: струни, які коливаються за годинниковою стрілкою, відмінні від струн, які коливаються проти неї; групова симетрія — SO(32) |
| HE  | 10                              | Включає суперсиметрію; струни лише замкнуті; відсутній тахіон; теорія гетеротична: струни, які коливаються за годинниковою стрілкою, відмінні від струн, які коливаються проти неї; групова симетрія — E8×E8  |